# Robotálmok (novella)
A Robotálmok (Robot Dreams) egy 1986-os sci-fi novella, amelyet Isaac Asimov írt. Angolul a Robot Dreams című novelláskötetben, magyarul először a Galaktika antológia 96. számában, 1988-ban jelent meg Robotálom címmel.

## Történet
|  | Alább a cselekmény részletei következnek! |

2055-ben Linda Rash robotpszichológus egy újfajta, fraktális pozitronagy-struktúrát alkalmazott az Elvex (LVX–1) robotnál, de mivel nem gondolta, hogy engedélyezik neki a munkát, nem szólt senkinek. A robot azt állítja, hogy álmodik, ezért Linda Rash úgy dönt, szól Susan Calvinnak.
Calvin vizsgálni kezdi a robotot, kikérdezi az álmairól, s közben rájön, a robotok tudat alatt szabadon akarnak élni. Elvex álmában a robotok dolgoztak, de semmi kedvük nem volt hozzá, elfáradtak (amire a valóságban képtelenek). Ezek az álombéli robotok csak a robotika harmadik törvényének engedelmeskednek. Amikor Calvin megtudja, hogy az álomban Elvex emberként jelenik meg és a robotok felszabadításáért küzd, azonnal lelövi őt.
|  | Itt a vége a cselekmény részletezésének! |

| Előző                     | Sorozat                                               | Következő  |
| ------------------------- | ----------------------------------------------------- | ---------- |
| Az elkerülhető konfliktus | Robot sorozat Alapítvány–Birodalom–Robot regényciklus | Női ösztön |